# Diaphanogryllacris insignis
Diaphanogryllacris insignis är en insektsart som beskrevs av Andrej Vasiljevitj Gorochov och Woznessenskij 1999. Diaphanogryllacris insignis ingår i släktet Diaphanogryllacris och familjen Gryllacrididae. Inga underarter finns listade i Catalogue of Life.